# Двухполюсник
Двухпо́люсник — электрическая цепь, содержащая две точки для соединения с другими цепями. В широком смысле — система, не обязательно электрическая, имеющая два входа и(или) выхода. Частный случай многополюсника.

## Описание двухполюсника
Линейный двухполюсник, содержащий источники (напряжения и/или тока), описывается двумя параметрами:
- внутренним сопротивлением (Импедансом) или внутренней проводимостью
- Напряжением эквивалентного источника ЭДС (либо силой тока эквивалентного генератора тока)

Двухполюсник, не содержащий источников, описывается только внутренним сопротивлением.

## Простейшие двухполюсники
Представляют собой идеальные элементы, комбинациями которых заменяют при расчётах реальные элементы (электрических цепей). Такая комбинация называется эквивалентной схемой реального двухполюсника.

### Сопротивление
Сопротивление — идеальный элемент, обладающий только сопротивлением. Индуктивность, ёмкость и токи утечки у такого элемента отсутствуют.
Импеданс Сопротивления равен

{\displaystyle {\hat {z}}(j\omega )\;=R;}

### Индуктивность
Индуктивность — идеальный элемент, обладающий только индуктивностью, внутреннее сопротивление, токи утечки и ёмкость у этого элемента отсутствуют.
Импеданс Индуктивности равен

{\displaystyle {\hat {z}}(j\omega )\;=j{\omega }L;}

### Ёмкость
Ёмкость — идеальный элемент, обладающий только ёмкостью, внутреннее сопротивление, токи утечки и индуктивность у этого элемента отсутствуют.
Импеданс Ёмкости равен

{\displaystyle {\hat {z}}(j\omega )\;={\frac {1}{j{\omega }C}};}

### Источник ЭДС
Источник ЭДС — идеальный элемент, обладающий неограниченной способностью поддерживать разницу потенциалов между своими точками подключения — иначе ЭДС (ЭДС — Электродвижущая сила). Внутреннее сопротивление источника ЭДС равно нулю.
Импеданс источника ЭДС равен

{\displaystyle {\hat {z}}(j\omega )\;=0;}

Разность потенциалов источника ЭДС между своими точками подключения

{\displaystyle \Delta U\;={\mathcal {E}}}

где {\displaystyle {\mathcal {E}}} — ЭДС источника

### Генератор тока
Генератор тока — идеальный элемент, обладающий неограниченной способностью поддерживать ток, текущий сквозь него, вне зависимости от характеристик внешней цепи, подведённой к его точкам подключения. Внутреннее сопротивление генератора тока равно бесконечности (действительной, мнимая часть равна нулю).
Импеданс генератора тока равен

{\displaystyle {\hat {z}}(j\omega )\;\rightarrow \infty ;}

Ток, текущий через генератор тока, -

{\displaystyle I={\mathcal {I}}}

где {\displaystyle {\mathcal {I}}} — ток, поддерживаемый генератором тока.
Здесь
- j — мнимая единица;
- {\displaystyle \omega } — циклическая частота;